# Лактіонов Пантелій Борисович
Пантелі́й Бори́сович Лактіо́нов (1922—1944) — радянський військовик, учасник німецько-радянської війни, Герой Радянського Союзу.

## Життєпис
Народився в Новотроїцькому сучасного Бердянського району, закінчив середню школу; від 1940-го працював у відділенні міліції Бердянська. Навчався в Тбіліському інженерно-дорожньому інституті.
З 1941 року брав участь у боях німецько-радянської війни, 1941-го закінчив курси молодших лейтенантів. Брав участь у боях за Полісся.
Відзначився у боях липня 1944-го — як командир кулеметної роти 239-го гвардійського стрілецького полку (76-та дивізія), під час форсування Західного Бугу поблизу села Збунін Берестейської області; також під час прориву оборони противника на річці Прип'ять поблизу смт Ратно Волинської області. Переслідуючи ворога з невеликою групою бійців, першим 21 липня 1944 року вийшов до кордону СРСР.
Загинув у бою 27 липня 1944 року на території сучасної Польщі. Похований у Бересті.

## Нагороди та вшанування
- медаль «Золота Зірка»
- орден Леніна
- орден Червоної Зірки
- У рідному селі встановлено погруддя Пантелія Латкіонова.